# Astma
Astma (van het Griekse ἆσθμα, ásthma, hijgen) is een veelvoorkomende chronische ontstekingsziekte van de luchtwegen die wordt gekenmerkt door terugkerende symptomen, belemmering van de luchtstroom en bronchospasme. Symptomen zijn onder meer benauwdheid, kortademigheid, hoesten en piepende ademhaling. Een astma-aanval kan optreden bij prikkelende stoffen of stoffen waarvoor de patiënt allergisch is, bij een verkoudheid of na een zware inspanning. De ernst van de klachten kan per patiënt verschillen, variërend van lichte tot levensbedreigende gevallen.
Aangenomen wordt dat astma het gevolg is van een combinatie van omgevings- en genetische factoren. De diagnose wordt meestal gebaseerd op het patroon van symptomen, reactie op therapie in de loop der tijd en spirometrie. Klinisch wordt astma ingedeeld naar de frequentie waarmee de symptomen zich voordoen, het geforceerd uitademingsvolume in een seconde (FEV1) en de piekvolumestroom tijdens uitademing. Astma kan ook worden geclassificeerd als atopisch (extrinsiek) of niet-atopisch (intrinsiek), waarbij atopie verwijst naar een aanleg voor het ontwikkelen van type-1-overgevoeligheidsreacties.
Acute symptomen worden meestal behandeld met een geïnhaleerde kortwerkende bèta-2-agonist (zoals salbutamol) en orale corticosteroïden. In zeer ernstige gevallen kunnen intraveneuze corticosteroïden, magnesiumsulfaat en ziekenhuisopname nodig zijn. De symptomen kunnen worden voorkomen door vermijding van triggers zoals allergenen en irriterende stoffen, en door gebruik van geïnhaleerde corticosteroïden. Bovendien kunnen langwerkende bèta-agonisten (LABA) of leukotriëne antagonisten worden toegediend als aanvulling op geïnhaleerde corticosteroïden wanneer er geen greep op de astmasymptomen wordt verkregen.
De prevalentie van astma is aanzienlijk toegenomen sinds de jaren 1970. In 2011 waren wereldwijd 235–300 miljoen mensen getroffen door de aandoening, waarvan er ongeveer 250.000 overleden. In Nederland waren er 475.400 mensen met astma op 1 januari 2011. In 2012 stierven 71 mensen in Nederland aan astma.

## Klachten en symptomen
Astma wordt gekenmerkt door periodiek optredende piepende ademhaling, kortademigheid, benauwdheid en hoesten. De longen kunnen door het hoesten sputum produceren, maar dit komt vaak niet naar boven. Tijdens het herstel van een aanval kan dit lijken op etter door aanwezigheid van grote aantallen witte bloedcellen, de zogeheten eosinofielen. 's Nachts en in de vroege ochtend, na inspanning, en na inademing van koude lucht zijn de symptomen meestal het ernstigst. Sommige mensen met astma merken zelden iets van symptomen, meestal in reactie op triggers, terwijl anderen voortdurend hevige symptomen ondervinden.

### Aanverwante aandoeningen
Een aantal andere aandoeningen komt vaker voor bij astmapatiënten, zoals gastro-oesofageale refluxziekte (GERD), rinosinusitis en obstructieveslaapapneu. Psychologische stoornissen komen ook vaker voor, zoals angststoornissen bij 16–52% en stemmingsstoornissen bij 14–41%. Het is echter niet bekend of astma psychologische problemen veroorzaakt of dat psychologische problemen leiden tot astma.

## Oorzaken
Astma wordt veroorzaakt door complexe en niet volledig bekende interactie tussen omgevings- en genetische factoren. Deze factoren beïnvloeden zowel de ernst van de aandoening als de ontvankelijkheid voor behandeling.
Astmaklachten kunnen ontstaan als mensen prikkelende stoffen inademen. Voorbeelden hiervan zijn:
- het inhaleren (inademen) van allergenen, zoals:
  - de uitwerpselen en vervellingshuidjes van de huisstofmijt
  - stuifmeel (pollen)
  - huidschilfers van huisdieren
  - schimmels en sporen daarvan

Andere zaken die klachten kunnen veroorzaken:
- lichamelijke inspanning
- virale luchtweginfectie
- vochtige lucht
- roken
- open haardvuur
- luchtvervuiling (waaronder fijnstof)[27]
- sommige medicijnen, waaronder aspirine
- ozon

De meeste astma-aanvallen worden uitgelokt door virale luchtweginfecties (verkoudheid).
Het wordt aangenomen dat de recente toename van het aantal astmapatiënten te wijten is aan veranderende epigenetica (erfelijke factoren buiten de DNA-sequentie om) en veranderingen in de leefomgeving.

### Omgeving
Er zijn veel omgevingsfactoren in verband gebracht met de ontwikkeling en exacerbatie van astma, waaronder allergenen, luchtvervuiling en andere chemische stoffen in het milieu. Roken tijdens de zwangerschap en na de bevalling wordt geassocieerd met een verhoogd risico op astma-achtige symptomen. Een slechte luchtkwaliteit, van uitlaatgassen tot hoge ozonniveaus, is in verband gebracht met zowel de verspreiding als de toenemende ernst van astma. Blootstelling aan vluchtige organische samenstellingen in afgesloten ruimten kan als reactie astma uitlokken; er wordt bijvoorbeeld een duidelijke samenhang gezien tussen astma en blootstelling aan formaldehyde. Net zo worden ftalaten in pvc geassocieerd met astma bij kinderen en volwassenen en hetzelfde geldt voor blootstelling aan grote hoeveelheden endotoxine.
Er wordt een samenhang gezien tussen astma en blootstelling aan allergenen binnenshuis. Veel voorkomende allergenen binnenshuis zijn onder meer: huisstofmijt, kakkerlakken, huidschilfers van huisdieren en schimmel. Pogingen om het aantal huisstofmijten terug te dringen blijken geen effect te hebben. Sommige virale infecties van de luchtwegen kunnen het risico op het krijgen van astma verhogen als deze infecties in de vroege kindertijd plaatsvinden, bijvoorbeeld het respiratoir syncytieel virus en het rinovirus. Maar sommige andere infecties kunnen het risico misschien verlagen.

#### Hygiënehypothese
De hygiënehypothese is een theorie waarmee een verklaring wordt gezocht voor de toename van astma over de hele wereld als een direct en onbedoeld gevolg van de verminderde blootstelling aan niet-infectueuze bacteriën en virussen in de kindertijd. Het is gesuggereerd dat mensen minder worden blootgesteld aan bacteriën en virussen door verbeterde hygiëne en kleinere gezinnen in moderne samenlevingen. Feiten die de hygiënehypothese ondersteunen zijn onder meer de lagere astmapercentages op boerderijen en in huishoudens met dieren.
Er wordt ook een samenhang verondersteld tussen het gebruik van antibiotica op jonge leeftijd en de ontwikkeling van astma. Verder lijkt geboorte via een keizersnede te leiden tot een verhoogd risico op astma (naar schatting 20–80%). Dit wordt toegeschreven aan het gebrek aan de gezonde kolonisatie van bacteriën die het kind bij het passeren van het geboortekanaal zou verkrijgen. Er is een verband tussen astma en het welvaartspeil.

### Genetische oorzaken
| Endotoxineniveaus    | CC-genotype | TT-genotype |
| -------------------- | ----------- | ----------- |
| Sterke blootstelling | Laag risico | Hoog risico |
| Lage blootstelling   | Hoog risico | Laag risico |

De familiegeschiedenis is een risicofactor voor astma waarbij vele verschillende genen een rol spelen. Als de ene helft van een identieke tweeling astma heeft, is de kans ongeveer 25% dat de andere helft de ziekte ook heeft. Eind 2005 was er een verband gelegd tussen 25 genen in zes of meer afzonderlijke populaties, waaronder GSTM1, IL10,CTLA-4, SPINK5, LTC4S, IL4R en ADAM33. Veel van deze genen zijn betrokken bij het immuunsysteem of het reguleren van ontsteking. Zelfs in deze lijst van genen, die wordt ondersteund door zeer vaak herhaalde onderzoeken, zijn uitkomsten niet consistent geweest voor alle geteste populaties. In een onderzoek naar genetische associatie in 2006 werden meer dan honderd genen in verband gebracht met astma; en nog steeds worden er nieuwe gevonden.
Sommige genetische varianten kunnen alleen astma veroorzaken wanneer ze worden gecombineerd met blootstelling aan specifieke omgevingsfactoren. Een voorbeeld daarvan is een specifieke enkel-nucleotide polymorfie in het CD14-gebied en blootstelling aan endotoxine (een bacterieel product). Verschillende bronnen in de omgeving kunnen een blootstelling aan endotoxine inhouden, waaronder tabaksrook, honden en boerderijen. Het risico op astma wordt dan bepaald door iemands genetische aanleg en de mate van blootstelling aan endotoxine.

### Medische aandoeningen
De combinatie van de drie aandoeningen constitutioneel eczeem, allergische rinitis en astma wordt atopie genoemd. De grootste risicofactor voor het ontwikkelen van astma is een voorgeschiedenis van een atopische aandoening; waarbij astma veel vaker voorkomt bij patiënten die ofwel eczeem of hooikoorts hebben. Astma is geassocieerd met het syndroom van Churg-Strauss (een auto-immuunziekte) en vasculitis. Mensen met bepaalde typen urticaria kunnen ook symptomen van astma vertonen.
Er is een onderlinge relatie tussen obesitas en het risico op astma, die in de afgelopen jaren beide zijn toegenomen. Daarbij kunnen verschillende factoren in het spel zijn, inclusief een verminderde ademhaling door ophoping van vet en het feit dat vetweefsel leidt tot een voorstadium van ontsteking.
Bètablokkers zoals propranolol kunnen astma activeren bij mensen die er gevoelig voor zijn. Cardioselectieve bètablokkers lijken echter veilig voor mensen met een lichte of matige vorm van de ziekte. Andere medicijnen die problemen kunnen veroorzaken zijn aspirine, niet-steroïde anti-inflammatoire geneesmiddelen (NSAID's) en angiotensine-converterende enzymremmers.

### Exacerbatie
Sommige mensen hebben weken- of maandenlang een stabiele astma en beleven dan plotseling een periode met acute astma. Verschillende mensen reageren verschillend op verschillende factoren. De meeste patiënten kunnen een ernstige exacerbatie doormaken door een aantal triggerende stoffen.
Factoren in huis die tot exacerbatie van astma kunnen leiden, zijn onder meer stof, huidschilfers van dieren (in het bijzonder haren van katten en honden), kakkerlakallergenen en schimmel. Parfums zijn een veelvoorkomende oorzaak van acute aanvallen bij vrouwen en kinderen. Zowel virale als bacteriële infecties van de bovenste luchtwegen kunnen de aandoening verergeren. Psychologische stress kan de symptomen verergeren. Aangenomen wordt dat stress het immuunsysteem verandert en daardoor de ontstekingsreactie van de luchtwegen op allergenen en irriterende stoffen versterkt.

## Pathofysiologie

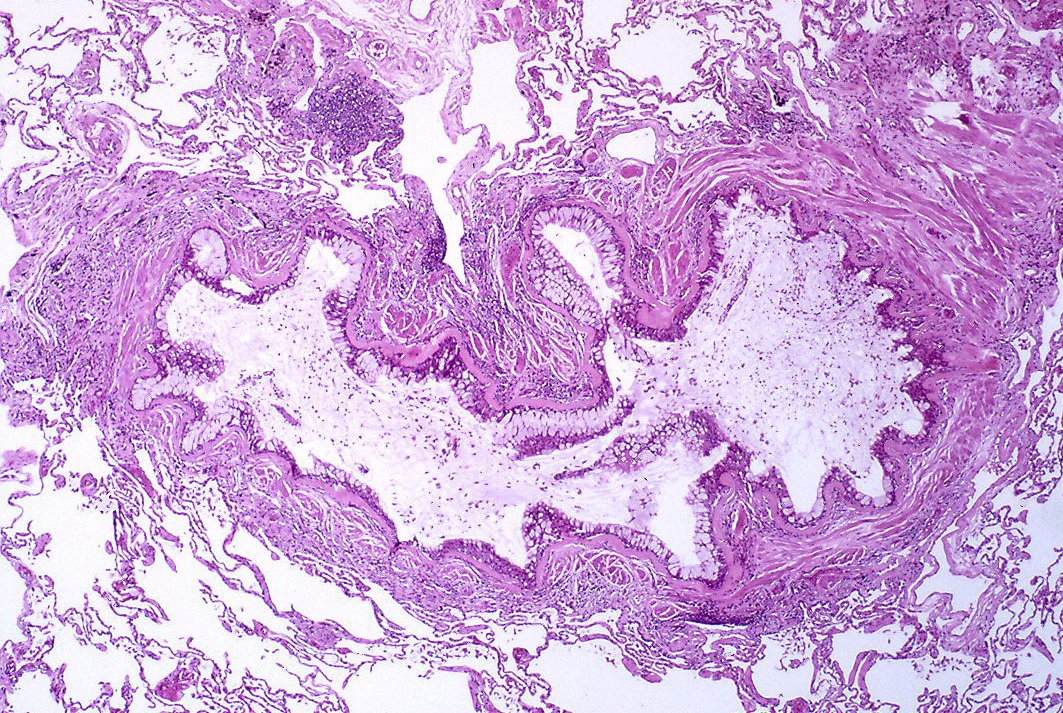
Verstopping van het lumen van een bronchiolus door mucoïde exsudaat, metaplasie van slijmbekercellen en zwelling van de epitheliale basale membraan bij een astmapatiënt.

Astma is het resultaat van een chronische ontsteking van de luchtwegen die leidt tot een verhoogd samentrekkingsvermogen van de omringende gladde spieren. Dit is een van de factoren die leidt tot aanvallen van luchtwegvernauwing en de klassieke symptomen van een piepende ademhaling. De vernauwing is doorgaans reversibel met of zonder behandeling. Soms veranderen de luchtwegen zelf. Veelvoorkomende veranderingen in de luchtwegen zijn een toename van eosinofielen en verdikking van de lamina reticularis. De gladde spieren van de luchtwegen kunnen blijvend worden vergroot en het aantal slijmklieren kan toenemen. Andere celtypen die daarbij betrokken zijn, zijn onder meer: T-lymfocyten, macrofagen en neutrofielen. Er kunnen nog meer componenten van het immuunsysteem bij betrokken zijn, onder andere: cytokinen, chemokinen, histaminen en leukotriënen.

## Diagnose
Hoewel astma duidelijk wordt herkend, is er geen algemeen aanvaarde definitie van deze aandoening. De organisatie Global Initiative for Asthma definieert het als "een chronische ontstekingsziekte van de luchtwegen waarbij vele cellen en celelementen een rol spelen. De chronische ontsteking wordt in verband gebracht met overgevoeligheid van de luchtwegen die leidt tot episoden met piepende ademhaling, ademnood, benauwdheid en hoesten, vooral 's nachts of in de vroege ochtend. Deze episoden worden meestal geassocieerd met een algemene maar variërende belemmering van de luchtstroom in de longen, die vaak spontaan of na behandeling verdwijnt.
Op dit moment is er geen specifieke test; de diagnose wordt meestal gebaseerd op het patroon van symptomen en de reactie op therapie in de loop der tijd. Een diagnose van astma moet worden overwogen als er een geschiedenis is van terugkerende piepende ademhaling, hoesten of ademhalingsproblemen, en deze symptomen optreden of verergeren bij inspanning, virale infecties, allergenen of luchtvervuiling. Spirometrie wordt dan gebruikt om de diagnose te bevestigen. Bij kinderen tot zes jaar is de diagnose moeilijker te stellen, omdat zij te jong zijn voor spirometrie.

### Spirometrie
Spirometrie wordt aanbevolen als ondersteuning bij de diagnose en behandeling. Het is absoluut de beste test voor astma. Als de FEV1 die met deze techniek wordt gemeten meer dan 12% toeneemt na toediening van een luchtwegverwijder zoals salbutamol, ondersteunt dit de diagnose. De gemeten waarde kan echter normaal zijn voor wie een geschiedenis heeft van lichte astma die op dat moment niet actief is. Meting van de diffusiecapaciteit bij één ademhaling kan helpen om astma te onderscheiden van COPD. Het is raadzaam telkens na een of twee jaar spirometrie uit te voeren om bij te houden hoe goed iemands astma wordt beheerst.

### Overige
De methacholineprovocatie bestaat uit het inhaleren van steeds hogere concentraties van een stof die de luchtwegen vernauwt bij wie daarvoor vatbaar is. Bij een negatief resultaat heeft iemand geen astma; een positief resultaat is echter niet specifiek voor astma.
Andere ondersteunende aanwijzingen zijn: een verschil van minimaal 20% in het maximum-uitademingsdebiet op minstens drie dagen per week gedurende minstens twee weken, een verbetering van minimaal 20% van het maximumdebiet na behandeling met salbutamol, geïnhaleerde corticosteroïden of prednison, of een afname van minimaal 20% in het maximumdebiet na blootstelling aan een trigger. Tests van het maximum-uitademingsdebiet vertonen echter meer schommelingen dan spirometrie en zijn dus niet aan te raden voor een routinediagnose. Deze test kan nuttig zijn voor dagelijkse zelfcontrole door patiënten met een matige tot ernstige aandoening die de effectiviteit van nieuwe medicatie willen controleren. Verder kan de test helpen bij keuze van een behandeling voor patiënten met acute exacerbaties.

### Classificatie
| Ernst               | Frequentie | Symptomen 's nachts | %FEV1 verwacht | Variatie in FEV1 | SABA-gebruik  |
| ------------------- | ---------- | ------------------- | -------------- | ---------------- | ------------- |
| Fluctuerend         | ≤2/week    | ≤2/maand            | ≥80%           | <20%             | ≤2 dagen/week |
| Voortdurend licht   | >2/week    | 3–4/maand           | ≥80%           | 20–30%           | >2 dagen/week |
| Voortdurend matig   | Dagelijks  | >1/week             | 60-80%         | >30%             | dagelijks     |
| Voortdurend ernstig | Continu    | Frequent (7×/week)  | <60%           | >30%             | ≥tweemaal/dag |

Astma wordt klinisch geclassificeerd volgens de frequentie van de symptomen, geforceerd uitademingsvolume in één seconde (FEV1) en maximum-uitademingsdebiet. Astma kan ook worden geclassificeerd als atopisch (extrinsiek) of niet-atopisch (intrinsiek), afhankelijk van of symptomen worden versterkt door allergenen (atopisch) of niet (niet-atopisch). Hoewel astma wordt geclassificeerd op basis van hevigheid, is er momenteel geen duidelijke andere methode voor classificatie van verschillende subgroepen van astma dan dit systeem. Het zoeken naar manieren om subgroepen te identificeren die goed reageren op verschillende behandelingstypen is op dit moment een van de voornaamste doelen van onderzoek naar astma.
Astma is weliswaar een chronische obstructieve aandoening, maar wordt niet gerekend tot COPD (chronische obstructieve longziekten), omdat deze term specifiek verwijst naar combinaties van ziekten die irreversibel zijn, zoals bronchiëctasie, chronische bronchitis en emfyseem. In tegenstelling tot deze ziekten is de blokkering van de luchtwegen bij astma meestal reversibel, maar zonder behandeling kan de chronische ontsteking van astma ertoe leiden dat de longen permanent worden geblokkeerd door remodellering van de luchtwegen. In tegenstelling tot emfyseem tast astma de bronchiën aan, niet de alveolen.

#### Exacerbatie van astma
| Bijna fataal                           | Hoge PaCO2 en/of beademing vereist      | Hoge PaCO2 en/of beademing vereist |
| Levensbedreigend (een van deze)        |                                         |                                    |
| Klinische aanwijzingen                 | Metingen                                |                                    |
| Verlaagd bewustzijnsniveau             | Maximumdebiet <33%                      |                                    |
| Uitputting                             | Zuurstofverzadiging <92%                |                                    |
| Aritmie                                | PaO2 <8 kPa                             |                                    |
| Lage bloeddruk                         | Normale PaCO2                           |                                    |
| Cyanose                                |                                         |                                    |
| Silent chest                           |                                         |                                    |
| Ademhalingsinsufficiëntie              |                                         |                                    |
| Acuut ernstig (een van deze)           |                                         |                                    |
| Maximumdebiet 33–50%                   |                                         |                                    |
| Ademhalingsfrequentie ≥25 x per minuut |                                         |                                    |
| Hartfrequentie ≥110 slagen per minuut  |                                         |                                    |
| Geen volzinnen in een adem             |                                         |                                    |
| Matig                                  | Symptomen verergeren                    | Symptomen verergeren               |
| Matig                                  | Maximumdebiet 50-80% best of verwacht   |                                    |
| Matig                                  | Geen kenmerken van acute ernstige astma |                                    |

Een acute exacerbatie van astma wordt gewoonlijk een astma-aanval genoemd. De klassieke symptomen zijn kortademigheid, piepende ademhaling en benauwdheid. Dit zijn de primaire symptomen van astma, maar sommige mensen moeten voornamelijk hoesten en in ernstige gevallen wordt de ademhaling zo sterk belemmerd, dat geen piepend geluid te horen is.
Tijdens een astma-aanval zijn tekenen waarneembaar zoals het gebruik van ondersteunende ademhalingsspieren (sternocleidomastoideus en scalenusspieren van de nek), eventueel een paradoxale pols (een pols die zwak is tijdens inademing en sterker tijdens uitademing) en een zwaar hijgende borstkas. De huid en nagels kunnen een blauwe kleur krijgen door gebrek aan zuurstof.
Bij een lichte exacerbatie is het maximum-uitademingsdebiet (PEFR) minimaal 200 l/min of minimaal 50% van het verwachte maximum. Matig wordt gedefinieerd als 80 tot 200 l/min of 25% en 50% van het verwachte maximum, terwijl ernstig wordt gedefinieerd als minder dan 80 l/min of minder dan 25% van het verwachte maximum.
Acute ernstige astma, dat voorheen status asthmaticus werd genoemd, is een acute exacerbatie van astma waarbij een standaardbehandeling met luchtwegverwijders en corticosteroïden geen effect heeft. De helft van de gevallen wordt veroorzaakt door infecties, en de rest door allergenen, luchtvervuiling of onvoldoende of verkeerd medicijngebruik.
Moeilijk behandelbare astma is een type astma dat wordt gekenmerkt door terugkerende ernstige aanvallen. Moeilijk behandelbare astma type 1 is een ziekte met een sterk variërend maximumdebiet, ondanks zware medicijnen. Moeilijk behandelbare astma type 2 is een goed beheerste astma die op de achtergrond blijft maar plotseling ernstige exacerbaties vertoont.

#### Inspanningsastma
Inspanning kan een bronchiale vernauwing teweegbrengen bij zowel mensen met als zonder astma. Dit komt voor bij de meeste mensen met astma en bij maximaal 20% van de mensen zonder astma. Bij sporters komt het vaker voor onder topsporters; de percentages variëren van 3% bij bobsleeërs tot 50% bij wielrenners en 60% bij langlaufers. De vernauwing kan zich voordoen in alle weersomstandigheden, maar treedt het meest op wanneer het warm en droog is. Geïnhaleerde bèta-2-agonisten lijken de sportprestaties van sporters zonder astma niet te verbeteren, maar orale doses kunnen het uithoudingsvermogen en de kracht verbeteren.

#### Beroepsastma
Astma die het gevolg is van (of verergerd wordt door) blootstelling op de werkplek is een vaak gerapporteerde beroepsziekte. Veel gevallen worden niet gerapporteerd of niet als zodanig herkend. Naar schatting 5–25% van de astma bij volwassenen is gerelateerd aan het werk. Enkele honderden agentia zijn aangewezen als oorzaak, waarvan de meest voorkomende zijn: isocyanaten, graanstof en zaagsel, terpentijnhars, soldeervloeistof, latex, dieren en aldehyden. De beroepen die het grootste risico op problemen met zich meebrengen, zijn: alle beroepen met spuitlak, bakkers en voedselbereiders, verpleegkundigen, beroepen in de chemie, beroepen waarbij met dieren wordt gewerkt, lassers, kappers en houtwerkers.

### Differentiële diagnose
Vele andere aandoeningen kunnen symptomen veroorzaken die lijken op de symptomen van astma. Bij kinderen moeten andere aandoeningen van de bovenste luchtwegen zoals allergische rinitis en sinusitis ook worden overwogen, en ook andere oorzaken van belemmering van de luchtwegen zoals: inademing van een vreemd lichaam, tracheastenose of laryngotracheomalacie, vasculaire ringen, vergrote lymfeknopen of nekmassa's. Volwassenen moet worden onderzocht op COPD, congestief hartfalen, luchtwegmassa's en door medicijnen veroorzaakt hoesten ten gevolge van ACE-remmers. In beide populaties kan zich een disfunctie van de stembanden presenteren.
Een chronische obstructieve longziekte kan tegelijk met astma voorkomen en kan een complicatie van chronische astma vormen. Boven de leeftijd van 65 jaar hebben de meeste mensen met een obstructie van de luchtwegen astma en COPD. In dat geval kan COPD worden onderscheiden door een toename van neutrofielen in de luchtwegen, een abnormale dikte van de wanden en een toename van gladde spieren in de bronchiën. Maar een dergelijk intensief onderzoek wordt niet uitgevoerd, omdat COPD en astma op vergelijkbare wijze worden behandeld: corticosteroïden, langwerkende bèta-agonisten en stoppen met roken. De symptomen lijken sterk op die van astma, maar er is een relatie met hoge blootstelling aan tabaksrook, een hogere leeftijd, minder reversibele symptomen na behandeling met luchtwegverwijdende middelen en een kleinere kans op atopie in de familiegeschiedenis.

## Preventie
De bewijzen dat de ontwikkeling van astma effectief te voorkomen is, zijn zwak. Sommige bewijzen lijken veelbelovend, waaronder beperkte blootstelling aan tabaksrook (zowel in de baarmoeder als na de geboorte), borstvoeding, en meer contact met kinderopvang of grote gezinnen, maar geen daarvan is goed genoegd onderbouwd voor aanbevelingen in deze richtingen. Vroeg contact met huisdieren kan nuttig zijn. Resultaten van contact met huisdieren op andere leeftijden zijn onduidelijk en het is alleen raadzaam om een huisdier uit huis te verwijderen als iemand allergische symptomen voor dat dier vertoont. Beperkingen in de voeding tijdens de zwangerschap of borstvoeding zijn niet effectief gebleken en worden dus niet aanbevolen. Het beperken of elimineren van stoffen op het werk waarvoor mensen gevoelig zijn, kan effectief zijn.

## Behandeling
Er is geen geneesmiddel voor astma, maar aan de symptomen is meestal wel iets te doen. Er moet een specifiek individueel plan voor proactieve beheersing en behandeling van symptomen worden opgesteld. Dit plan moet verlaagde blootstelling aan allergenen, tests voor de ernst van de symptomen en het gebruik van medicijnen omvatten. Het behandelplan moet worden opgeschreven, en moet aanbevelingen voor een aangepaste behandeling bij veranderingen in de symptomen bevatten.
De meest effectieve behandeling voor astma is vaststellen wat de triggers zijn, zoals tabaksrook, huisdieren of aspirine, en daarna contact hiermee vermijden. Als vermijden van de trigger niet volstaat, wordt het gebruik van medicijnen aanbevolen. De keuze van geneesmiddelen wordt gebaseerd op onder meer de ernst van de ziekte en de frequentie van de symptomen. Specifieke medicijnen voor astma zijn globaal in te delen in de categorieën snelwerkend en langwerkend.
Luchtwegverwijders worden aanbevolen voor een snelle verlichting van de symptomen. Bij patiënten met weinig aanvallen zijn geen andere medicijnen nodig. In geval van voortdurende lichte symptomen (meer dan twee aanvallen per week) worden geïnhaleerde corticosteroïden met een lage dosis of in plaats daarvan een orale leukotriëne antagonist of een mestcelstabilisator aanbevolen. Patiënten met dagelijkse aanvallen gebruiken hogere doses van geïnhaleerde corticosteroïden. In geval van een matige of ernstige exacerbatie worden orale corticosteroïden toegevoegd aan deze behandelingen.

### Verandering van leefstijl
Het vermijden van triggers is essentieel om de beheersing te verbeteren en aanvallen te voorkomen. Tot de meest voorkomende triggers behoren allergenen, (tabaks- en andere) rook, luchtvervuiling, niet-selectieve bètablokkers en voedingsmiddelen die sulfiet bevatten. Sigarettenrook en tweedehands rook (passief roken) kunnen de effectiviteit van medicatie zoals corticosteroïden verminderen. Maatregelen tegen huisstofmijt zoals luchtfiltering, insecticiden, stofzuigen, matrashoezen en andere methoden hebben geen uitwerking op de symptomen van astma.

### Medicijnen
De medicijnen voor behandeling van astma worden ingedeeld in twee algemene groepen: medicijnen die snel verlichting brengen voor behandeling van acute symptomen, en medicijnen voor langetermijnbeheersing ter voorkoming van verdere exacerbatie.
Snelle verlichting

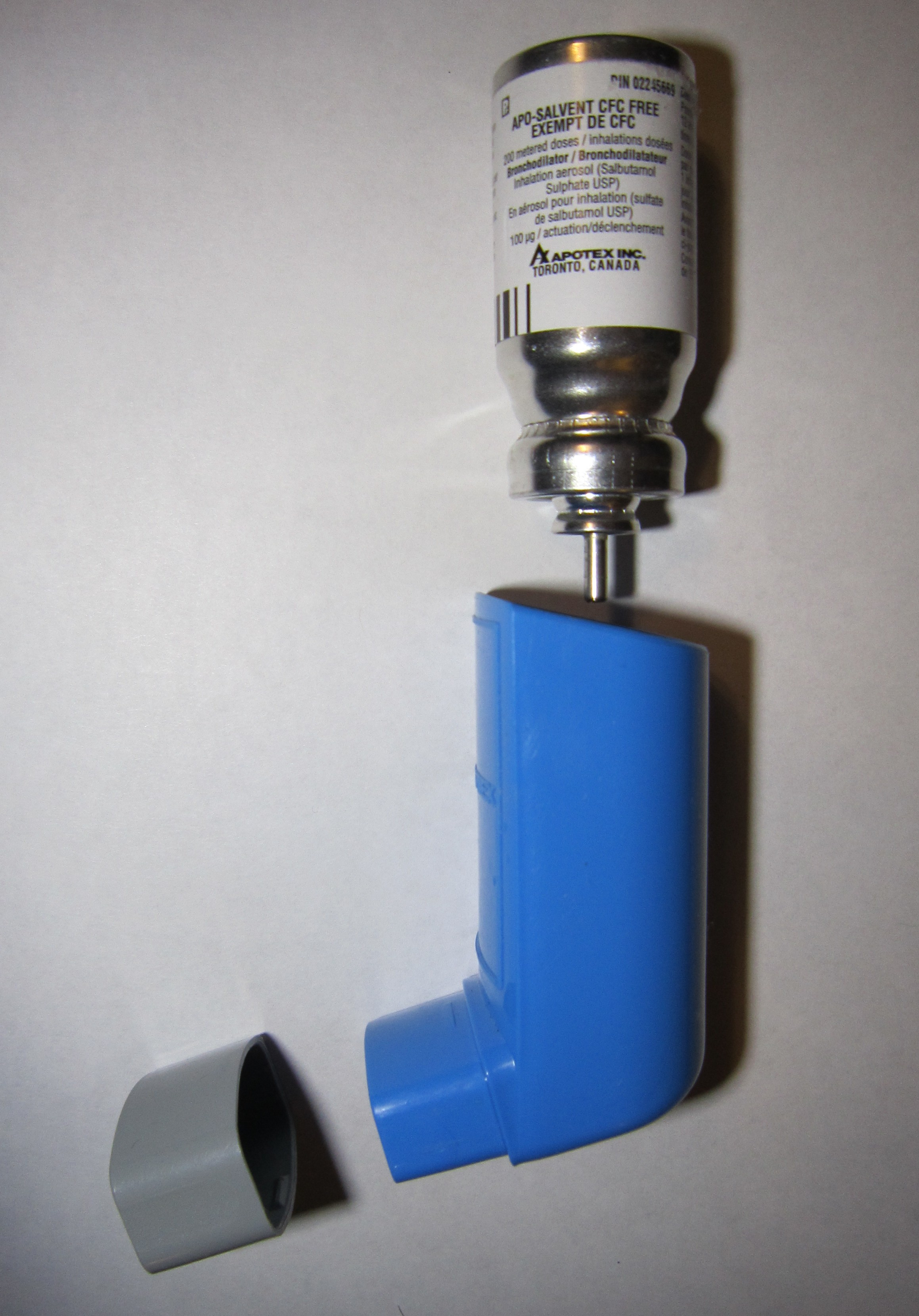
Salbutamol-inhalator voor afgemeten doses die veel wordt gebruikt voor behandeling van astma-aanvallen.

- Kortwerkende bèta2-adrenoceptoragonisten (SABA) zoals salbutamol (albuterol USAN) zijn de eerstelijns behandeling van astmasymptomen.[8]
- Anticholinerge medicijnen zoals ipratropiumbromide bieden extra voordelen als ze in combinatie worden gebruikt met SABA voor patiënten met matige tot ernstige symptomen.[8] Anticholinerge luchtwegverwijders kunnen ook worden gebruikt als iemand geen SABA verdraagt.[72]
- Oudere, minder selectieve adrenerge agonisten zoals geïnhaleerde adrenaline hebben een vergelijkbare uitwerking op SABA's.[105] Deze worden echter niet aangeraden vanwege problemen met te sterke cardiale stimulatie.[106]

Langetermijnbeheersing

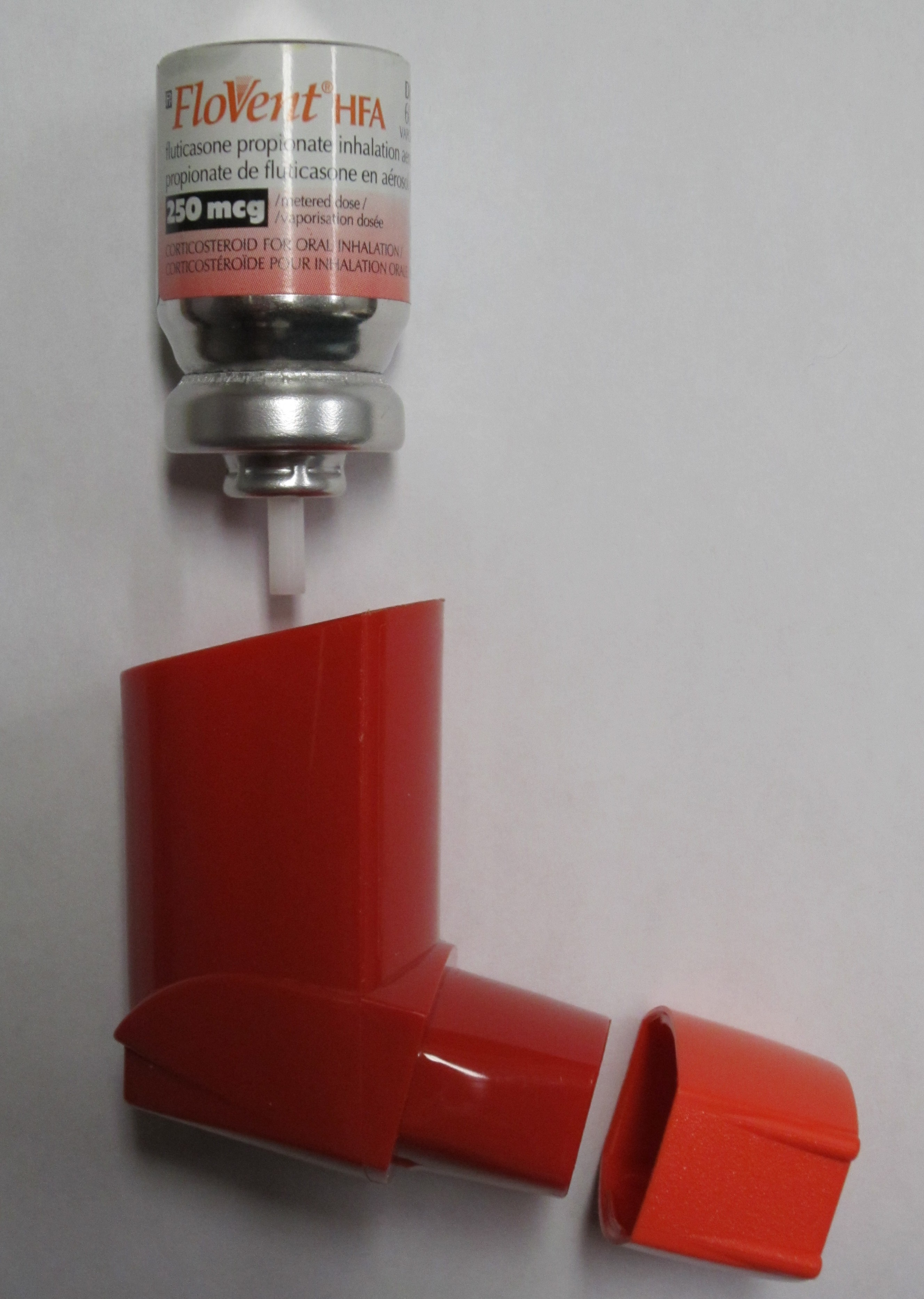
Fluticasonproportionaat-inhalator voor afgemeten doses die veel wordt gebruikt voor langetermijncontrole.

- Corticosteroïden worden algemeen beschouwd als de meest effectieve behandeling die er is voor langetermijncontrole.[99] Meestal worden geïnhaleerde vormen gebruikt, met uitzondering van voortdurend ernstige aandoeningen, waarvoor orale corticosteroïden nodig kunnen zijn.[99] Meestal worden inhaleringen een- of tweemaal daags aanbevolen, afhankelijk van de ernst van de symptomen.[107]
- Langwerkende bèta-adrenoceptor agonisten (LABA) zoals salmeterol en formoterol kunnen de controle over de astma verbeteren, in ieder geval bij volwassenen, wanneer ze worden gecombineerd met geïnhaleerde corticosteroïden.[108] Het is onzeker of dit voordeel ook geldt voor kinderen.[108][109] Als ze worden gebruikt zonder steroïden, wordt het risico op ernstige bijwerkingen verhoogd[110] en zelfs met corticosteroïden kunnen ze het risico enigszins verhogen.[111][112]
- Leukotriënenantagonisten (zoals montelukast en zafirlukast) kunnen worden gebruikt in aanvulling op geïnhaleerde corticosteroïden, doorgaans ook in combinatie met LABA.[99] Er is te weinig bewijs van effectiviteit om gebruik bij acute exacerbaties te ondersteunen.[113][114] Bij kinderen tot vijf jaar zijn ze de populairste aanvullende therapie na geïnhaleerde corticosteroïden.[115]
- Mestcelstabilisatoren (zoals cromolynnatrium) zijn een ander alternatief voor corticosteroïden dat niet de voorkeur heeft.[99]

Inhalators en vernevelaars
Medicijnen worden meestal verstrekt in de vorm van een dosisinhalator in combinatie met een voorzetkamer of als poederinhalator. De voorzetkamer is een plastic cilinder die de medicatie mengt met lucht, waardoor het makkelijker wordt om een volledige dosis van het medicijn te ontvangen. Een vernevelaar kan ook worden gebruikt. Vernevelaars en voorzetkamers zijn even effectief bij patiënten met milde tot matige symptomen, maar er is onvoldoende bewijs om te bepalen of er een verschil is bij deze ernstige symptomatologie.
Negatieve effecten
Langdurig gebruik van geïnhaleerde corticosteroïden in gebruikelijke doses brengt een klein risico op bijwerkingen met zich mee. De risico's omvatten het ontwikkelen van grauwe staar en een lichte verslechtering van het postuur.

### Overige behandelmethodes
Wanneer astma niet reageert op de gebruikelijke medicijnen, zijn er andere mogelijkheden voor zowel behandeling van noodsituaties als preventie van opflakkeringen. Alternatieve opties voor de behandeling van noodsituaties zijn:
- Zuurstof om hypoxie te verlichten als de verzadiging lager wordt dan 92%.[119]
- Intraveneuze behandeling met magnesiumsulfaat blijkt een verwijdende werking op de luchtwegen uit te oefenen wanneer het wordt gecombineerd met andere behandelingen bij ernstige acute astma-aanvallen.[120][121]
- Heliox, een mengsel van helium en zuurstof, kan ook worden overwogen als in ernstige gevallen geen respons wordt verkregen.[120]
- Intraveneuze toediening van salbutamol wordt niet ondersteund door beschikbare onderzoeksresultaten en wordt dus alleen gebruikt in extreme gevallen.[119]
- Methylxantinen (zoals theofylline) werden ooit veel gebruikt, maar voegen niets wezenlijks toe aan de effecten van geïnhaleerde bèta-agonisten.[119] Het gebruik hiervan bij acute exacerbaties is controversieel.[122]
- Het dissociatieve anestheticum ketamine is in theorie nuttig als intubatie en beademing nodig zijn bij mensen bij wie de ademhaling bijna is gestopt, maar er is geen bewijs uit klinische proeven om dit te ondersteunen.[123]

Voor patiënten met voortdurende ernstige astma die niet wordt beheerst met geïnhaleerde corticosteroïden en LABA's kan bronchiale thermoplastiek een optie zijn. Dit omvat het toedienen van gecontroleerde thermische energie aan de wanden van de luchtwegen gedurende een reeks bronchoscopieën. In de eerste maanden kan het aantal exacerbaties hierdoor toenemen, maar daarna lijkt het aantal te dalen. Het is niet bekend wat de effecten na meer dan een jaar zijn.

### Alternatieve geneeswijzen
Veel astmapatiënten kiezen, net als andere mensen met chronische stoornissen, voor alternatieve behandelingen. Uit enquêtes blijkt dat ongeveer 50% een of andere vorm van niet-traditionele therapie gebruikt. Er zijn weinig gegevens die de effectiviteit van deze therapieën ondersteunen. Er is te weinig bewijs om het gebruik van vitamine C te ondersteunen. Acupunctuur wordt als behandeling niet aanbevolen, omdat er te weinig bewijs is om het gebruik te ondersteunen. Het is niet bewezen dat luchtionisatoren de symptomen van astma verlichten of de longfunctie bevorderen; dit geldt zowel voor generatoren van positieve als van negatieve ionen.
Er is te weinig bewijs dat manuele therapieën zoals osteopathie, chiropraxie, fysiotherapie en ademtherapie nut hebben bij de behandeling van astma. De Buteyko-ademhalingstechniek voor het regelen van hyperventilatie kan leiden tot vermindering van medicijngebruik, maar heeft geen enkel effect op de longfunctie. Daarom vond een panel van experts dat er onvoldoende bewijs was om toepassing hiervan te ondersteunen.

## Prognose

Disability-adjusted life years, levensjaren gecorrigeerd voor beperkingen door astma per 100.000 inwoners in 2004.
Geen data

De prognose voor astma is meestal goed, vooral voor kinderen met een lichte aandoening. De sterfte is in de afgelopen decennia gedaald door betere diagnose en verbetering van de zorg. Wereldwijd heeft astma matige of ernstige invaliditeit veroorzaakt bij 19,4 miljoen mensen in 2004 (waarvan 16 miljoen in landen met midden- of lage inkomens). Van astmapatiënten die in de kindertijd zijn gediagnosticeerd, zal de helft na tien jaar de ziekte niet meer hebben. Luchtwegremodellering wordt waargenomen, maar het is onbekend of het gaat om schadelijke of heilzame veranderingen. Vroege behandeling met corticosteroïden lijkt een afname van de longfunctie te voorkomen of de functie zelfs te verbeteren.

## Epidemiologie

Percentages astma in verschillende landen in 2004.
Geen data

In 2011 waren er 235-300 miljoen mensen wereldwijd getroffen door astma, en ongeveer 250.000 mensen sterven jaarlijks aan de ziekte. De getallen verschillen van land tot land met prevalenties van 1 tot 18%. Astma komt meer voor in ontwikkelde landen dan in ontwikkelingslanden. Daarom zijn de aantallen lager in Azië, Oost-Europa en Afrika. In ontwikkelde landen komt astma meer voor bij mensen die economisch achtergesteld zijn, terwijl het in ontwikkelingslanden juist meer voorkomt bij de welgestelden. De oorzaak van deze verschillen is niet bekend. Landen met lage en middeninkomens zijn verantwoordelijk voor meer dan 80% van de sterfte.
Hoewel astma twee keer zo vaak voorkomt onder jongens als onder meisjes, is ernstige astma gelijk vertegenwoordigd bij beide groepen. Daarentegen komt astma bij volwassenen vaker voor onder vrouwen dan onder mannen en vaker bij jonge volwassenen dan bij ouderen.
Over de hele wereld is het aantal astmapatiënten tussen de jaren 1960 en 2008 aanzienlijk gestegen en sinds de jaren 1970 wordt het erkend als een groot probleem voor de volksgezondheid. Het aantal astmapatiënten in de ontwikkelde landen is sinds het midden van de jaren 1990 niet meer gestegen; recente toenamen zijn vooral opgetreden in ontwikkelingslanden. Astma treft ongeveer 7% van de inwoners van de Verenigde Staten en 5% van de mensen in het Verenigd Koninkrijk. Canada, Australië en Nieuw-Zeeland hebben percentages van ongeveer 14–15%.
In Nederland waren er 475.400 mensen met astma op 1 januari 2011 (2,85% van de bevolking). In 2012 stierven 71 mensen in Nederland aan astma.

## Geschiedenis
Astma was bekend in het oude Egypte en werd behandeld door het drinken van een wierookmengsel dat kyphi wordt genoemd. Het werd officieel beschreven als specifiek ademhalingsprobleem door Hippocrates in ongeveer 450 v.Chr. en het Griekse woord voor hijgen is de oorsprong van de naam. In 200 v.Chr. werd aangenomen dat het in ieder geval gedeeltelijk samenhangt met de emoties.
In 1873 werd in een van de eerste verhandelingen in de moderne geneeskunde over dit onderwerp geprobeerd de pathofysiologie van de ziekte te verklaren, terwijl in een andere publicatie uit 1872 werd geconcludeerd dat astma kan worden genezen als de borst wordt ingewreven met chloroformolie. De medische behandeling omvatte in 1880 het gebruik van intraveneuze doses van het medicijn pilocarpine. In 1886 publiceerde F.H. Bosworth een theorie over de relatie tussen astma en hooikoorts. Epinefrine werd in 1905 voor het eerst genoemd voor de behandeling van astma. Het orale gebruik van corticosteroïden voor deze aandoening begon in de jaren 1950 en geïnhaleerde corticosteroïden en selectieve kortwerkende bèta-agonisten kwamen in de jaren 1960 in zwang.
Van de jaren 1930 tot de jaren 1950 stond astma bekend als een van de heilige zeven psychosomatische ziekten. De oorzaak werd psychologisch geacht en de behandeling was vaak gebaseerd op psychoanalyse en andere gesprekstherapieën. Omdat deze psychoanalisten de astmatische piepende ademhaling beschouwden als de onderdrukte kreet van het kind voor zijn moeder, beschouwden ze een behandeling voor depressie in het bijzonder van belang voor mensen met astma.

### België
- Informatie op de website van de Astma- en Allergiekoepel

### Nederland
- Informatie op de website van het Longfonds
- Informatie op de website van het OLVG-ziekenhuis
- Informatie op de website Nationaal Kompas Volksgezondheid